# Sarkophag

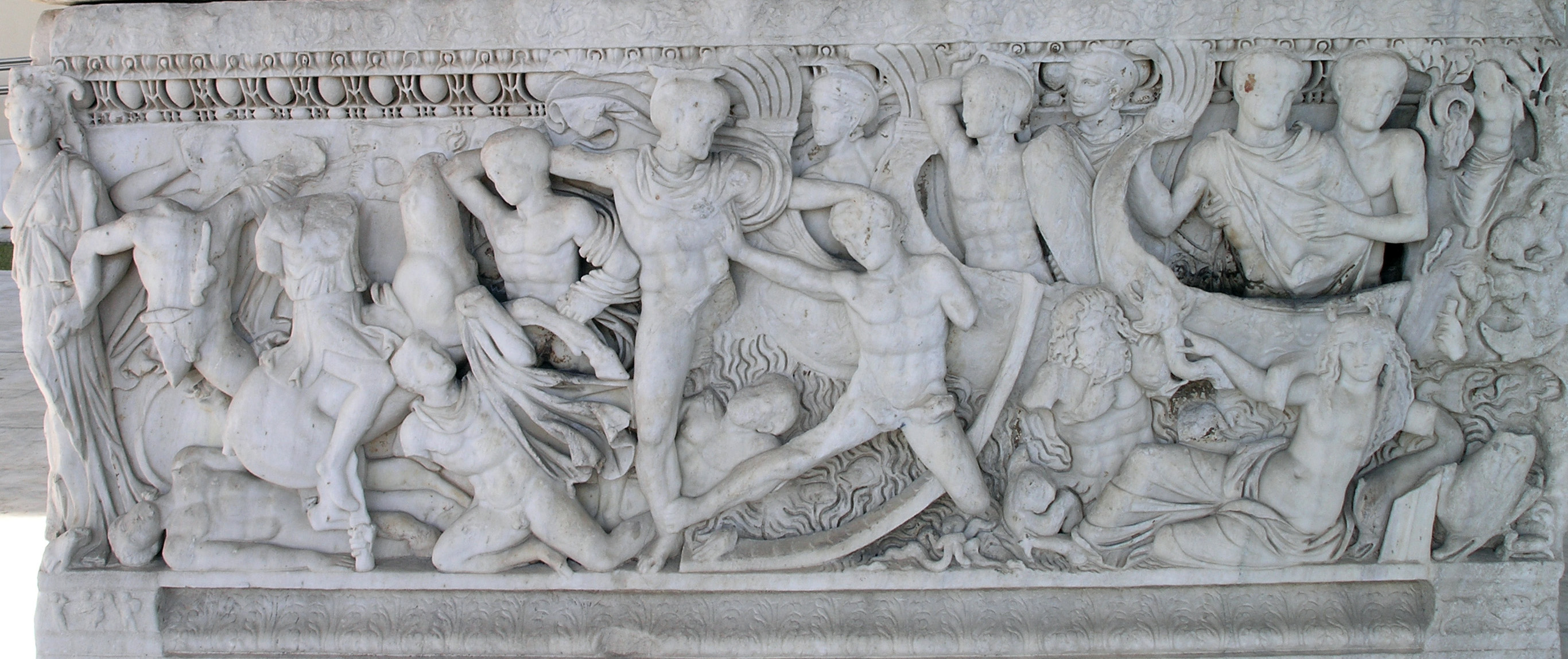
Kampf bei den Schiffen vor Troja, Attischer Sarkophag, Archäologisches Museum von Thessaloniki, 2. Viertel des 3. Jahrhunderts

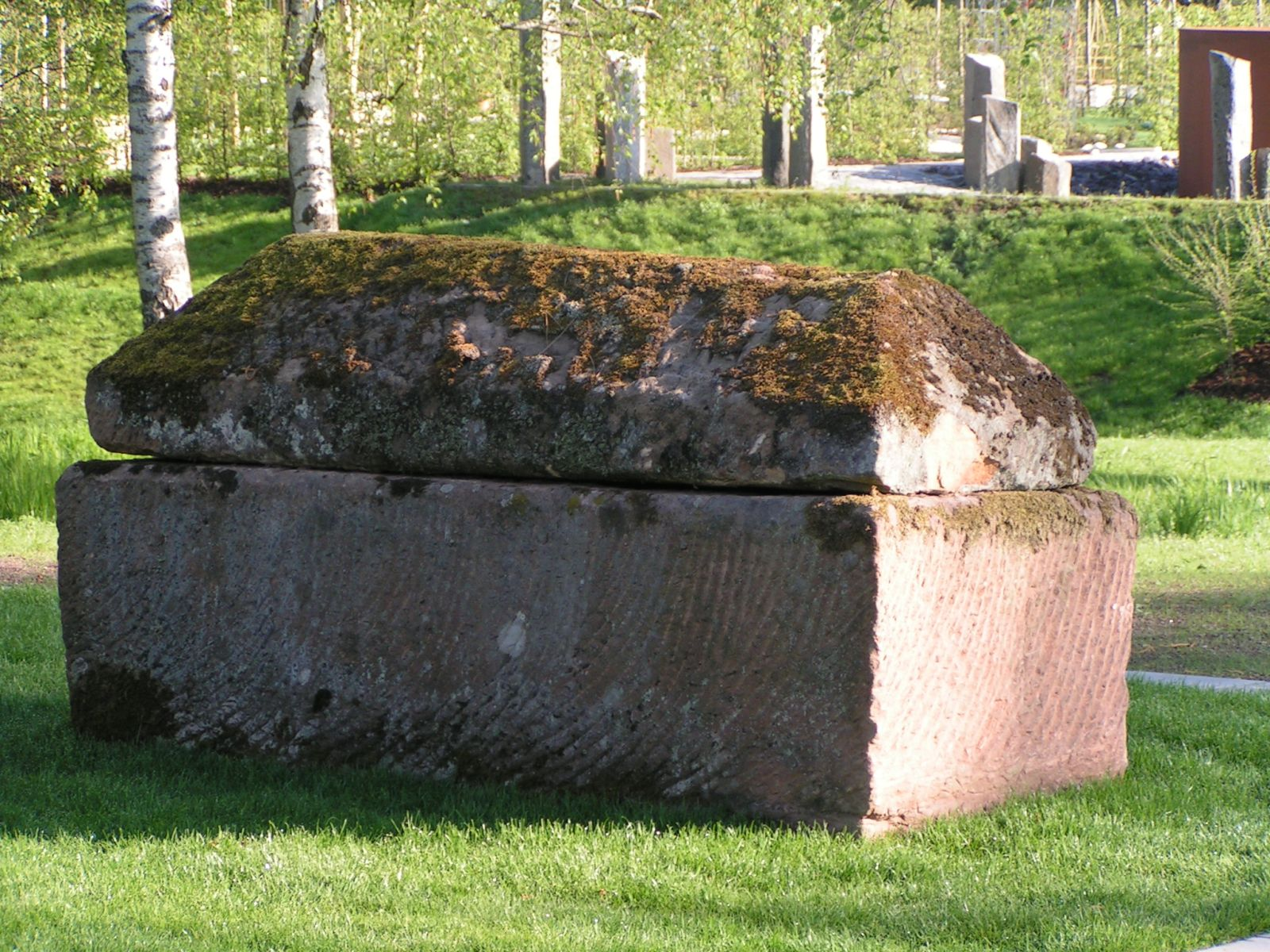
Römischer Sarkophag

Ein Sarkophag (von altgriechisch σαρκοφάγος sarkophágos „Fleischverzehrer“) ist ursprünglich ein Steinsarg. Im allgemeinen Sprachgebrauch werden heute auch Särge aus Metall oder anderen dauerhaften Materialien als Sarkophag bezeichnet, vor allem, wenn sie zugänglich in Grüften oder Kirchen aufgestellt sind und im Gegensatz zum Holzsarg für eine dauerhafte Erhaltung gedacht sind.

## Etymologie
Das Wort Sarkophag setzt sich aus den beiden griechischen Begriffen σάρξ sárx „Fleisch“ und φαγεῖν phagein „essen“ (Aorist zu ἐσθίω esthío) zusammen. Es bedeutet wörtlich „Fleischfresser“ und wird für Tiere wie Raubvögel benutzt. In hellenistischer und römischer Zeit bezeichnet λίϑος σαρκοφάγος líthos sarkophágos (wörtlich „fleischfressender Stein“) einen bei Assos in der Troas gebrochenen Kalkstein (Alaunschiefer), dem die Eigenschaft nachgesagt wurde, den bestatteten Leichnam innerhalb von 40 Tagen – mit Ausnahme der Zähne – verwesen zu lassen. Daher legte man gern Särge mit diesem Stein aus oder stellte sie ganz aus ihm her; ein solcher Sarg hieß selbst σαρκοφάγος, wobei das Substantiv σορός sorós „Sarg“ meist weggelassen wurde. Später wurde das Adjektiv allgemein für Steinsärge verwendet.

## Ägypten

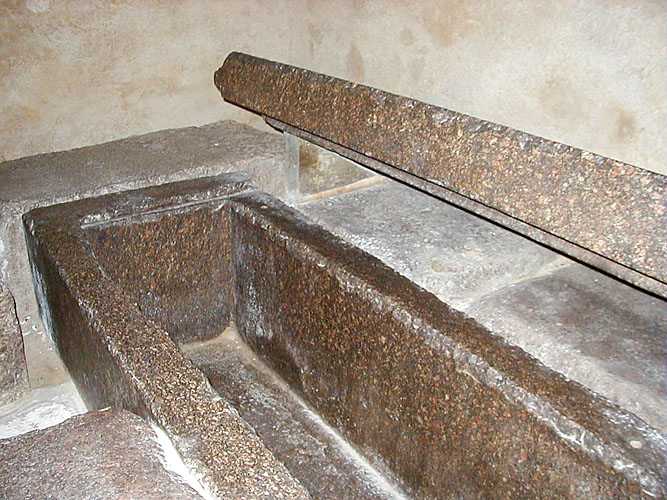
Sarkophag des Chephren

Die ägyptischen Sarkophage sind meist aus Kalkstein, seltener aus Basalt oder anderen Materialien. Die ältesten Funde stammen aus der Zeit des Djoser und es finden sich sowohl innen als auch außen manchmal Hieroglyphen und Reliefbilder von Göttinnen.
Ähnlich sind die Sarkophage phönizischer Herkunft. Unter diesen gibt es auch Sarkophage aus rotem oder schwärzlichem Gestein, worin Könige und Priester beigesetzt wurden. Einzelne dieser Sarkophage haben eine Aussparung für den Kopf des Verstorbenen.

## Kretominoische Kultur

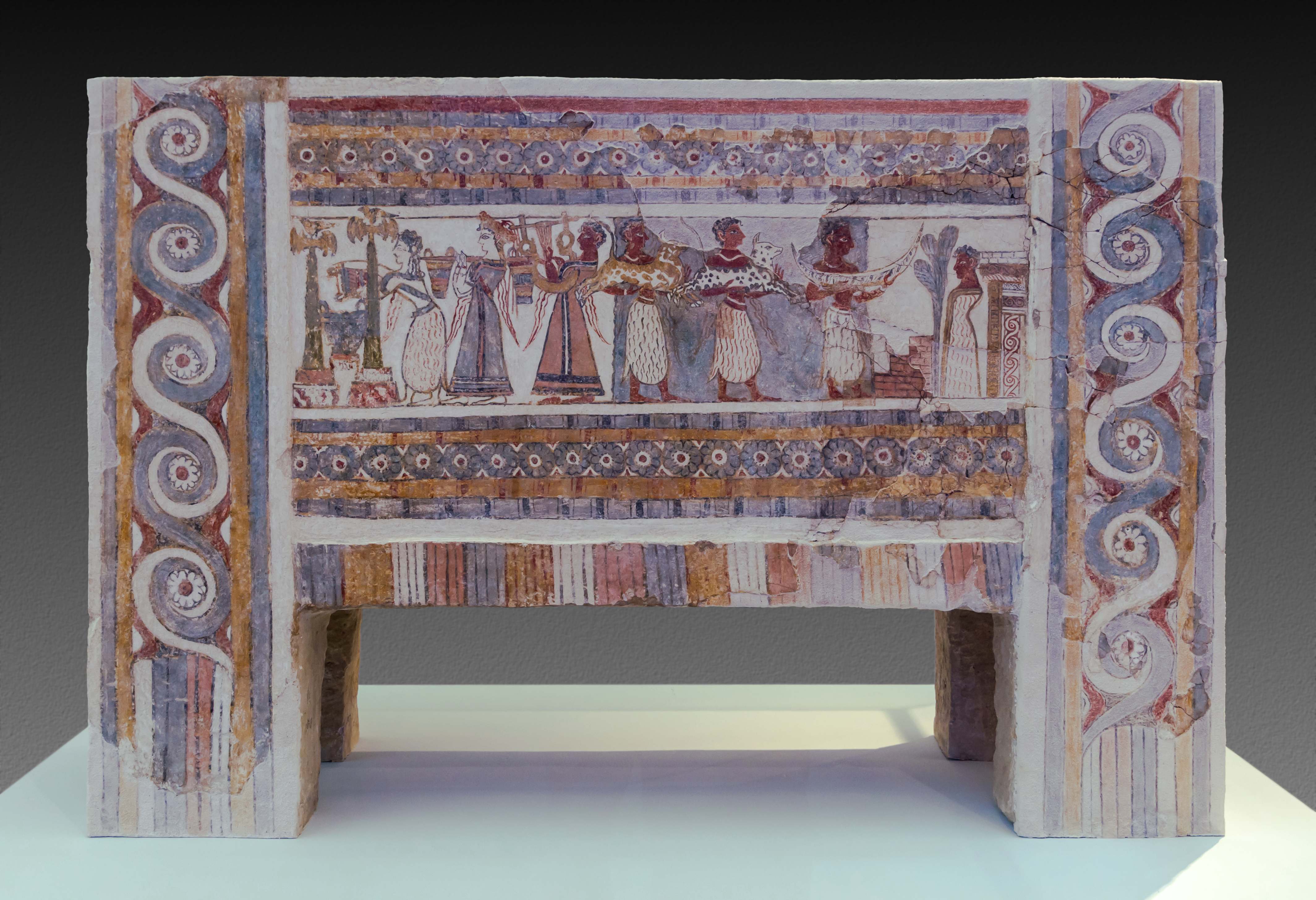
Sarkophag aus Agia Triada (Kreta), 14. Jahrhundert v. Chr.

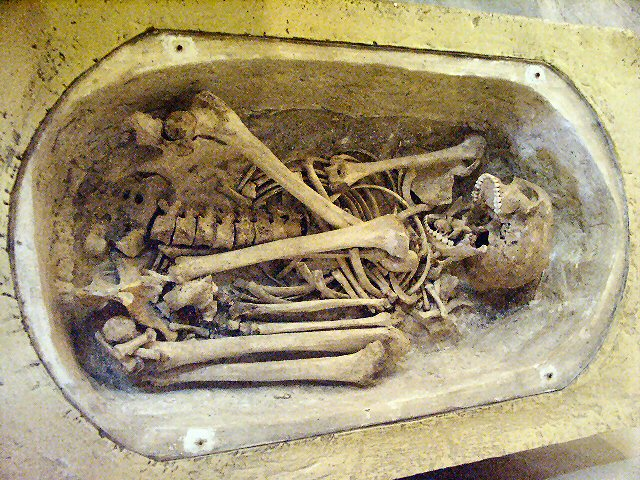
Geöffneter kretominoischer Sarkophag aus Kreta

Auch in der kretominoischen Kultur war es seit der Vorpalastzeit üblich, Verstorbene in Sarkophagen zunächst aus Holz und später aus Terrakotta zu bestatten; die Toten wurden in versammelter Haltung, also quasi „gefaltet“, beigesetzt. Unterschieden werden innen und außen bemalte Wannensarkophage von den nur außen verzierten Kastensarkophagen.

## Hellenismus
In Griechenland waren Steinsarkophage in ältester Zeit nicht üblich. Man verwendete stattdessen aus einzelnen Ziegeln oder Tonplatten zusammengesetzte Behälter. In den ausgemauerten Grabmauern setzte man den Leichnam in hölzernen Särgen bei, die sich noch in den Gräbern der Krim gefunden haben. In Etrurien waren an Stelle der Sarkophage die so genannten Aschenkisten getreten, kleine, aus Ton oder Alabaster gefertigte, bunt bemalte Urnen, vorne mit Reliefs, die auf dem Deckel meist mit der ganzen, gelagerten Figur des Verstorbenen geschmückt waren.

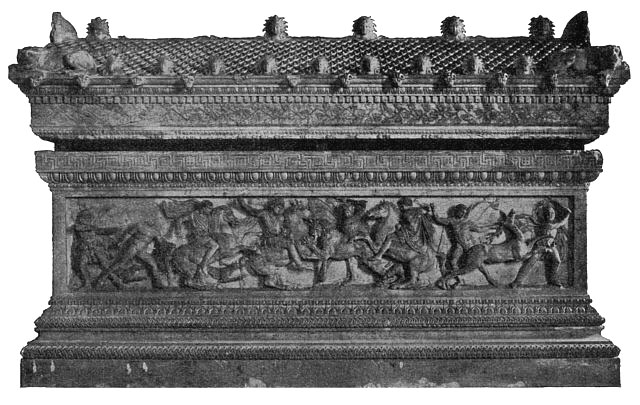
Sog. Alexandersarkophag

Bei Plinius heißt es: „Auf Assos in Troias wird der Stein Sarcophagus, mit spaltbarer Ader, zerschnitten. Die in ihn gelegten Körper Verstorbener werden, wie man bestimmt weiß, innerhalb 40 Tagen bis auf die Zähne verzehrt“. Gewöhnlich wurden die Särge zur Beförderung der Verwesung mit Alunit ausgelegt. Noch jetzt stehen solche Särge bei Assos auf Piedestalen. Juvenal erwähnt die Beisetzung Alexanders des Großen in einem Sarkophag.
Ab diesem Zeitpunkt kommen in Griechenland die eigentlichen Sarkophage auf. Es sind anfangs ziemlich große, aus Marmor gefertigte, kastenartige Behälter, die meist architektonisch in Form von Tempeln gegliedert sind, mit einem Giebeldach als Deckel und die Reliefs der Seitenwände noch monumental aufgefasst.

## Rom

Frührömischer Sarkophag des Lucius Cornelius Scipio Barbatus

Es entwickelte sich die römische Form des Sarkophags, der durchschnittlich kleiner und mit mehr Reliefschmuck versehen ist. Die Szenen darauf sind meist der Mythologie entnommen. Sie haben oft einen Bezug zu der Tätigkeit, den Eigenschaften und Vorzügen des Verstorbenen. Obwohl es sich dabei um mythische Figuren handelt, wird ihnen oft das Porträt des Bestatteten und seiner Gattin verliehen.

## Römische Provinzen
In den römischen Provinzen wurden zahlreiche Sarkophage gefunden, die nur schlichte oder gar keine Reliefverzierung aufweisen. Gesteinsuntersuchungen legen nahe, dass diese sehr einfachen Exemplare häufig aus regional vorkommenden Steinarten angefertigt wurden.

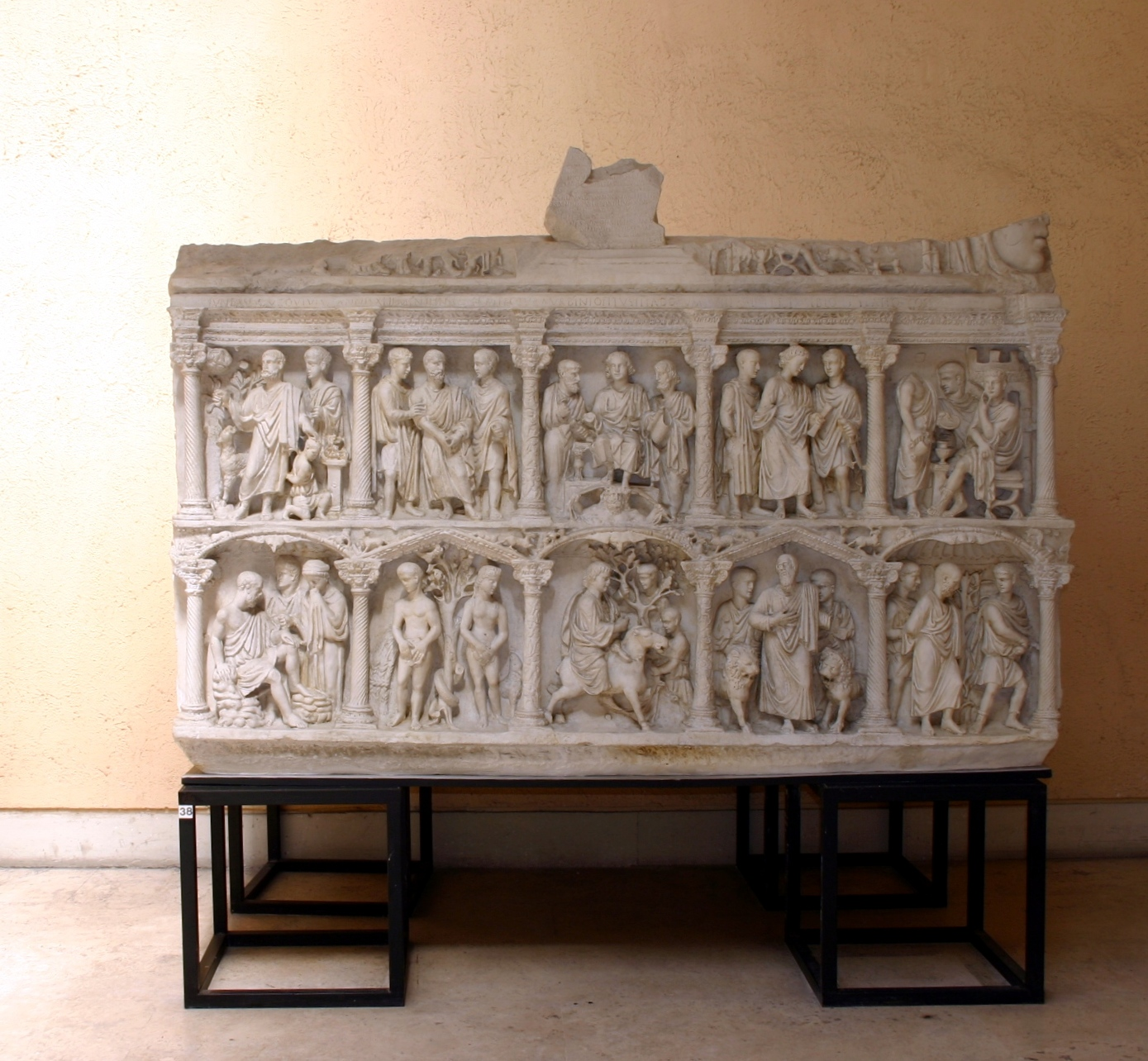
Sarkophag des Iunius Bassus mit christlichen Motiven

## Christentum
Das Christentum übernahm die Sitte der Bestattung in Sarkophagen. Im letzten Drittel des 3. Jahrhunderts erscheinen erstmals Motive aus dem Alten und Neuen Testament auf Steinsärgen. Zu den bedeutendsten Vertretern christlicher Sarkophage gehört das in der Mitte des 4. Jahrhunderts für den römischen Stadtpräfekten Iunius Bassus Theotecnius angefertigte Exemplar.

## Antikes Judentum
Aus Palästina sind Sarkophagbestattungen bekannt. Auch einzelne Mitglieder von Gemeinden in Rom verwandten Sarkophage, als Verzierung wurde etwa eine Menorah benutzt.

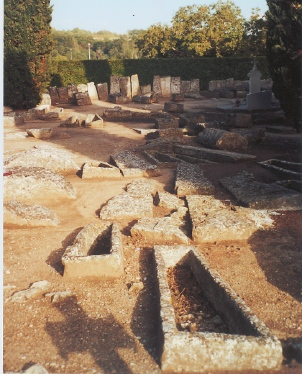
Frühmittelalterliche Nekropole in Civaux

## Nachleben antiker Sarkophage
Viele antike Sarkophage sind bis in das späte Mittelalter hinein ohne weiteres für christliche Bestattungen verwendet worden. Karl der Große wurde vielleicht schon bei seinem Tod im Jahr 814, vielleicht auch erst nach Aufdeckung seiner Gebeine (1165) in dem bekannten Proserpina-Sarkophag bestattet. Seit der Erhebung seiner Gebeine in den Karlsschrein (1215) ist der Sarkophag leer und wird heute in der Aachener Domschatzkammer gezeigt. Auf der Vorderseite sowie den beiden Seitenteilen ist der griechisch-römische Mythos vom „Raub der Proserpina“ dargestellt. Antike Sarkophagreliefs haben der hochmittelalterlichen und modernen Bildhauerei erste Anregungen zu einem neuen Aufschwung gegeben.

### Frühes Mittelalter

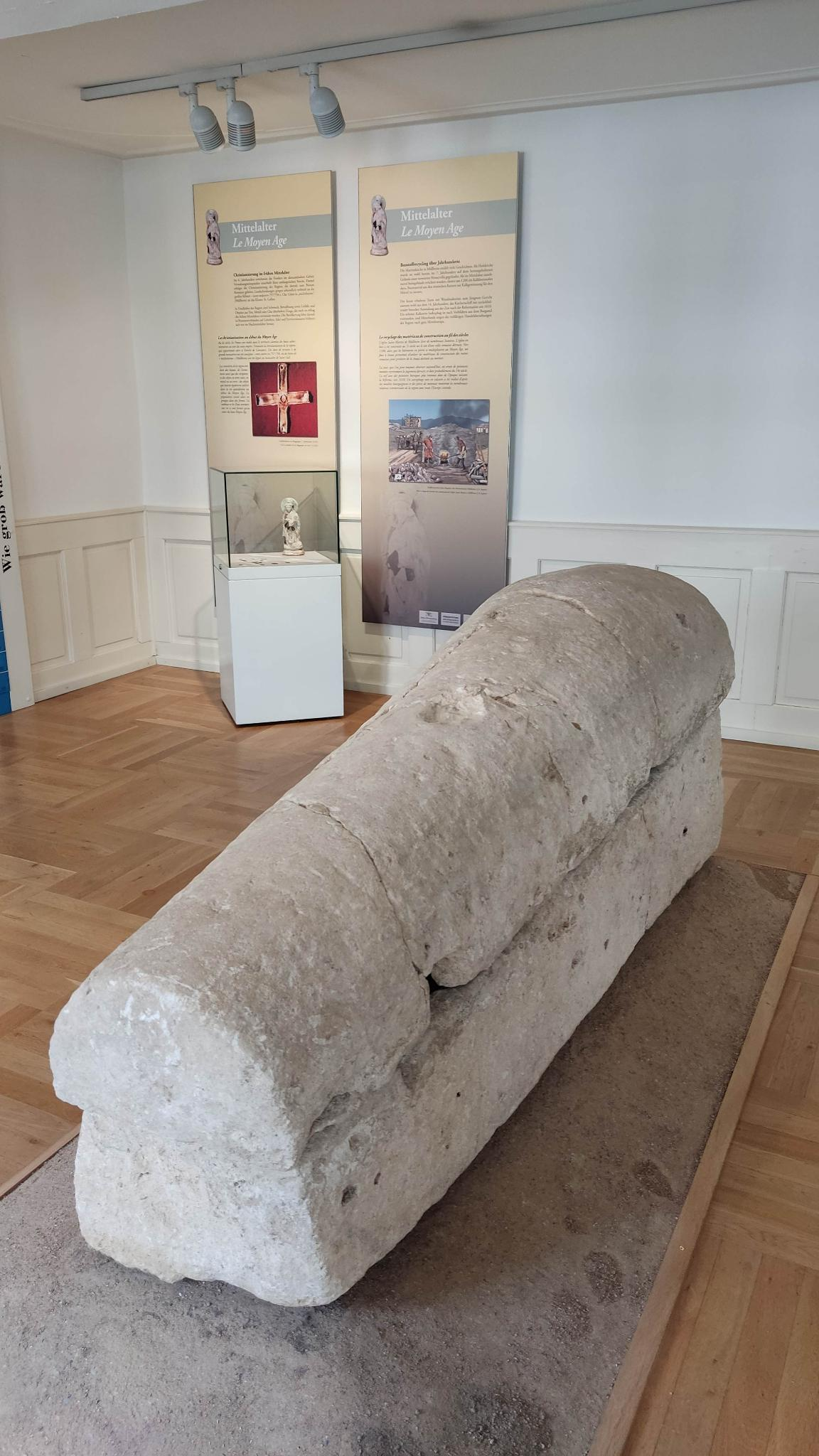
Merowingischer Muschelkalk-Sarkophag (12. Jh. n. Chr.) vermutlich des Stifter-Paares der Martinskirche (Müllheim), heute im Erdgeschoss des Markgräfler Museums Müllheim in der Dauerausstellung Regionale Archäologie und Geologie; ca. 2,00 m lang, am Kopfende ca. 1,00 m hoch und 60 cm breit

In Regionen mit romanischer Bevölkerung ist die Sitte, Bestattungen in Sarkophagen anzulegen, auch noch in nachrömischer Zeit bekannt. Neben rechteckigen Steinsärgen werden häufig trapezförmige Exemplare beobachtet. Frühmittelalterliche Sarkophage sind häufig unverziert oder tragen schlichte Ornamente.

### 14. Jahrhundert
„Der steinerne Severi-Sarkophag in Erfurt verwahrt die Reliquien eines heiligen Bischofs. Eine Fenestella [Fensterchen] in der Seitenwand gewährt den Einblick in das Monument. […] Die Tatsache, dass ein Leichnam in einem oberirdisch stehenden Sarkophag aufbewahrt wurde, deutete immer die Heiligkeit der darin ruhenden Gebeine an: denn nur den Heiligen stand eine überirdische Aufbewahrung zu. […] Eine Heiligsprechung erfolgte jedoch nicht in jedem Fall, wie einige Beispiele zeigen, so der Sarkophag für Herrscher wie für Kaiser Friedrich II. oder auch für die in der Krypta der Peterskirche zu Rom beigesetzten Päpste.
Das Phänomen der oberirdischen Sarkophag-Bestattung scheint eher auf den heiligenähnlichen Status der „Gerechten“ anzuspielen, welcher auch Herrschern und hohen Kirchenfürsten zugesprochen wurde.“

## Psychologische Deutung
Für die analytische Psychologie in der Tradition Carl Gustav Jungs gilt der Sarkophag als Ausprägung des nefasten Aspekts des sogenannten Mutterarchetyps, also der zerstörenden und verschlingenden Mutter.